# Miha Koren
Miha Koren, slovenski zlatar in politik, *1882, Trbovlje, † verjetno 1960. ali 1970. leta, Trbovlje.

## Življenje in delo
Podatkov o Mihi Korenu je zelo malo. Vzrok za to naj bi bil požar, ki je Korenovo domačijo prizadel kmalu po vselitvi. Odlikoval se je z znanjem več jezikov in izredno razgledanostjo, veljal pa je tudi za dobrega odločnega voditelja in organizatorja.
Leta 1918 je v lastni hiši (danes Trg Franca Fakina 1) odprl zlatarno Koren (leta 1954 preimenovano v Zlatarstvo Trbovlje), ki je leta 1924 imela že 20 zaposlenih. Delo je potekalo ročno. Zlatarna je dobivala naročila in zaposlene iz cele Jugoslavije. Kot nadzornik dela je bil Koren zelo natančen. V primeru najmanjše napake pri izdelku je z mirnim glasom delavcu velel, naj napako popravi.
V seznamu komunistov okrajnega celjskega glavarstva je bil opisan: »Miha koren, zlatar, državni poslanec, rojen 1882 v Trbovljah. Velike postave, vitkega života, suhega dolgega obraza, pristrižene kostanjeve brke, take lase. Voditelj komunistov, nevaren protidržaven agitator v zvezi z inozemskimi elementi, potuje pogosto na agitacijska pota v razlilne smeri in preskrbuje komunistično organizacijo s prepovedanimi časopisi in brošurami. Bil na kongresu III. internacionale v Moskvi. Po izgonu v Veliko Pirešico dne 6. 9. 1921 popolnoma miren.«
Junija 1923 je bil Koren na izrecno zahtevo ljubljanskega vodstva radikalne stranke imenovan za gerenta občine Trbovlje. 1. novembra ga je nasledil deželni uradnik Anton Fortič. Istega leta je Koren dokončno zapustil komunistične vrste.
V 1960. letih je zlatarno kupila občina, Koren se je v podobnem času zaradi prevelikega števila naročil in osebne starosti upokojil. Imel je tri sinove (Fric, Hinko in Anton)., ki so živeli v Sevnici, v Brestanici in v Trbovljah.